# Ulrich Kühn (Konsul)

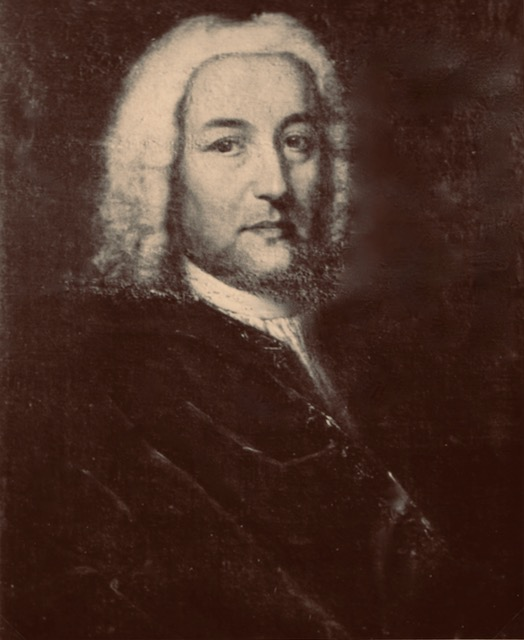
Ölbildnis Konsul Ulrich Kühn

Ulrich Kühn (* 25. Juli 1690 in Rheineck im Kanton St. Gallen in der Ostschweiz; † 8. September 1757 in Berlin) war preußischer Konsul in St. Petersburg, Kommerzienrat, Kaufmann und Mitinhaber des Handelsunternehmens Pelloutier, Krusemark & Co in St. Petersburg.

## Leben und Wirken

### Abstammung und Ausbildung
Kühn stammt aus der Gemeinde Rheineck im Schweizer Kanton St. Gallen. Die später genannten Familienangehörigen sind der Aufstellung von Neil Jeffares entnommen, soweit nicht zusätzliche Quellen angegeben werden. Der Vater von Kühn war Stadtfähnrich.
Über Kühns Ausbildung und die Zeit bis zur Tätigkeit in der damaligen Hauptstadt St. Petersburg des Zarenreiches ist bislang nichts bekannt.

### Berufliche Tätigkeit

#### Kaufmännische Tätigkeit
Kühn war seit 1730 Mitinhaber des Pelloutier, Krusemark & Cie und wirkte 1738 als Kurator der großen Konkursmasse des Holzkaufmanns Simon Brumberg. Gesellschafter des Handelshauses waren der Kaufmann Jean Barthélemy Pelloutier (ca. 1694–vor 1736), der Sohn des Kaufmanns Jean Pelloutier und Bruder des Simon Pelloutier (1694–1757), Historiker, Theologe und Altertumsforscher. Er war seit 1722 verheiratet mit Charlotte Jassoy (1700–1773), der Tochter des Juweliers Piérre Jassoy (1658–1714) und seiner Ehefrau Catherine Jassoy geb. Sechehaye aus Metz, die, wie die Familie Pelloutier, als Hugenotten nach Deutschland ausgewandert waren. Die Schwester von Charlotte Jassoy war Rachel Jassoy, die Ehefrau des Berliner Kaufmanns Jean George Hainchelin (1689–1751). Nachdem Jean Barthélemy Pelloutier verstorben war, heiratete Ulrich Kühn dessen Witwe Charlotte Jassoy in St. Petersburg im Jahre 1736. Über die aus Metz stammende Familie Jassoy sind wir gut informiert durch das Buch von August Jassoy.
Über den Firmenmitinhaber Krusemark ist nichts Näheres bekannt. Amberger erwähnt aber, dass Kühn 1730 Mitglied einer holländischen Handelsgruppe wurde und er 1742 das Amt des preußischen Kommerzienrates übernahm. Jean Pelloutier wird als herausragende Persönlichkeit geschildert, der im Namen der Berliner Kaufmannsgesellschaft handelte, die in der Zeit zwischen den 1720er Jahren und 1730 in scharfem Wettbewerb mit den britischen Händlern das Exklusivrecht für die Lieferung von Stoffen für die russische Armee besaß.

#### Diplomatische Tätigkeit
Der preußische König Friedrich Wilhelm I., der von 1713 bis 1740 regierte, gründete im Jahre 1724 die „Russische Compagnie“ in Berlin. Die junge Textilindustrie des Russischen Kaiserreiches konnte den großen Bedarf an Uniformtuch nicht allein decken. Preußen konnte zunächst für seine Handelsgesellschaft einen günstigen Liefervertrag abschließen und errichtete in St. Petersburg ein Kontor. Als aber unter der Regierung der Zarin Anna (1730–1740) im Jahr 1734 ein russisch-englischer Handelsvertrag abgeschlossen wurde, konnte Preußen gegen das nun zu Dumpingpreisen nach Russland eingeführte Tuch nicht lange bestehen. 1738 ist die „Russische Compagnie“ liquidiert worden. Dennoch haben sich die politischen Beziehungen zu Russland unter den kommenden Herrschern nicht verschlechtert. 1742 gelang es dem jungen König Friedrich der Große (1740–1786) gar, die Anerkennung preußischer Agenten und Kommerzienräte für St. Petersburg und Moskau zu erreichen. Erste Amtsinhaber waren ortsansässige Kaufleute, in Moskau Hermann Adolf Boltenhagen und in St. Petersburg der Schweizer Ulrich Kühn. Das Empfehlungsschreiben des preußischen Gesandten Axel von Mardefeld in Moskau vom 24. Februar 1742, (GStA PK, I. HA Rep. 9 Allgemeine) an den preußischen König ist erhalten. "Es gibt hier einen Kaufmann namens Ulrich Kühn, gebürtig aus der Schweiz, ein Mann von Geist, sehr versiert in seinem Handwerk, sehr ehrenhaft und reich an fast achtzigtausend Écus, der sich in Berlin niederlassen möchte, um das Glück zu haben, zu den Untertanen Eurer Majestät zu gehören, wenn sie ihm dies gestatten und ihm die Gnaden gewähren will, die er untertänigst erbittet. 1. Ihn zum Handelsrat und Konsul in Petersburg ohne Bezüge, ja sogar ohne Amt zu machen, nur in der Absicht, mit umso größerer Leichtigkeit zu erreichen, von seinen Schuldnern bezahlt zu werden" (Übersetzt aus dem Französischen mit www.DeepL.com/Translator (kostenlose Version)) . Aus der Korrespondenz von Kühn an das Departement der Auswärtigen Affairen liegt weiterhin ein Brief vom 6. Juni 1744 und eine Erwähnung in einem Schreiben des Königs an den preußischen Gesandten Axel Freiherr von Mardefeld vom 10. Dezember 1744 vor.

### Familie
Im vorigen Kapitel ist schon erwähnt worden, dass Kühn die verwitwete Charlotte Jassoy geheiratet hat. Aus dieser Ehe sind folgende Töchter hervorgegangen:
- Hedwig Charlotte Kühn (1739 in St. Petersburg – 1817 in Berlin). Sie heiratete am 26. Oktober 1761 in Berlin ihren Vetter Pierre Jérémie Hainchelin, den Sohn ihrer Tante Rachel Hainchelin geb. Jassoy. Dieser war bis zum Tod des Prinzen von Preußen August Wilhelm von Preußen (1722–1758) dessen Sekretär. Der Prinz war als Bruder für den kinderlosen König Friedrich der Große als Thronfolger bestimmt. Zwischen den Brüdern kam es aber zu politischen und menschlichen Auseinandersetzungen, die dazu führten, dass der Prinz erkrankte und früh starb. Der König bedauerte den Tod des Prinzen und erwähnte Hainchelin in seinen Gesprächen mit seinem Vorleser Henri de Catt, in denen er sagte, wenn sein Bruder in Oranienburg nur seinen Adjutanten Hagen, seinen Sekretär Hainchelin und ein paar ebenso ehrliche Leute um sich gehabt wie diese, so wäre sein Leben ruhiger und seine Gesinnung nicht so feindlich gegen ihn gewesen[13]. Nachdem Hainchelin einige Zeit zum Verwalter des Nachlasses des Prinzen bestimmt war, machte er eine Karriere in der preußischen Finanzverwaltung und war zum Schluss mit dem Titel „Geheimer Kriegsrat“ im IV. Departement des General-Ober-Finanz-Kriegs- und Domainen-Directoriums tätig, das zuständig war für Westpreußen.
- Anne Ulrique Kühn heiratete am 10. November 1762 in Berlin den vorbezeichneten Henri Alexandre de Catt (1725–1795). Er war ein schweizerischer Gelehrter und seit 1758 Privatsekretär und enger Vertrauter von Friedrich dem Großen. Das Vertrauen zwischen dem Bräutigam Catt und dem König war so groß, dass er Catt fragte, ob er vor der beabsichtigten Hochzeit schon Verse für seine Braut geschrieben habe. Als dieser verneinte, forderte er ihn dazu auf und korrigierte sie. So schrieb der König „Verse im Namen eines Schweizers, an ein gewisses Fräulein Ulrike, in das er verliebt war“, die später veröffentlicht wurden[14][15][16].
- Anne Magdelaine Kühn heiratete am 14. August 1765 den Kommerzienrat Simon Andre Schmits aus Aachen, der 1800 in Berlin starb, während seine Frau nur bis 1792 gelebt hat[17].

Zur Familie Hainchelin und ihren verwandtschaftlichen Verhältnissen zu den Familien Pelloutier und Béguelin wird auch verwiesen auf das Buch von Annette Winkelmann.